# Campeonato Mundial de Atletismo de 2013 - 100 m masculino
A prova dos 100 metros masculino do Campeonato Mundial de Atletismo de 2013 foi disputada entre 10 e 11 de agosto no Estádio Lujniki, em Moscou.

## Recordes
Antes desta competição, os recordes mundiais e do campeonato nesta prova eram os seguintes:

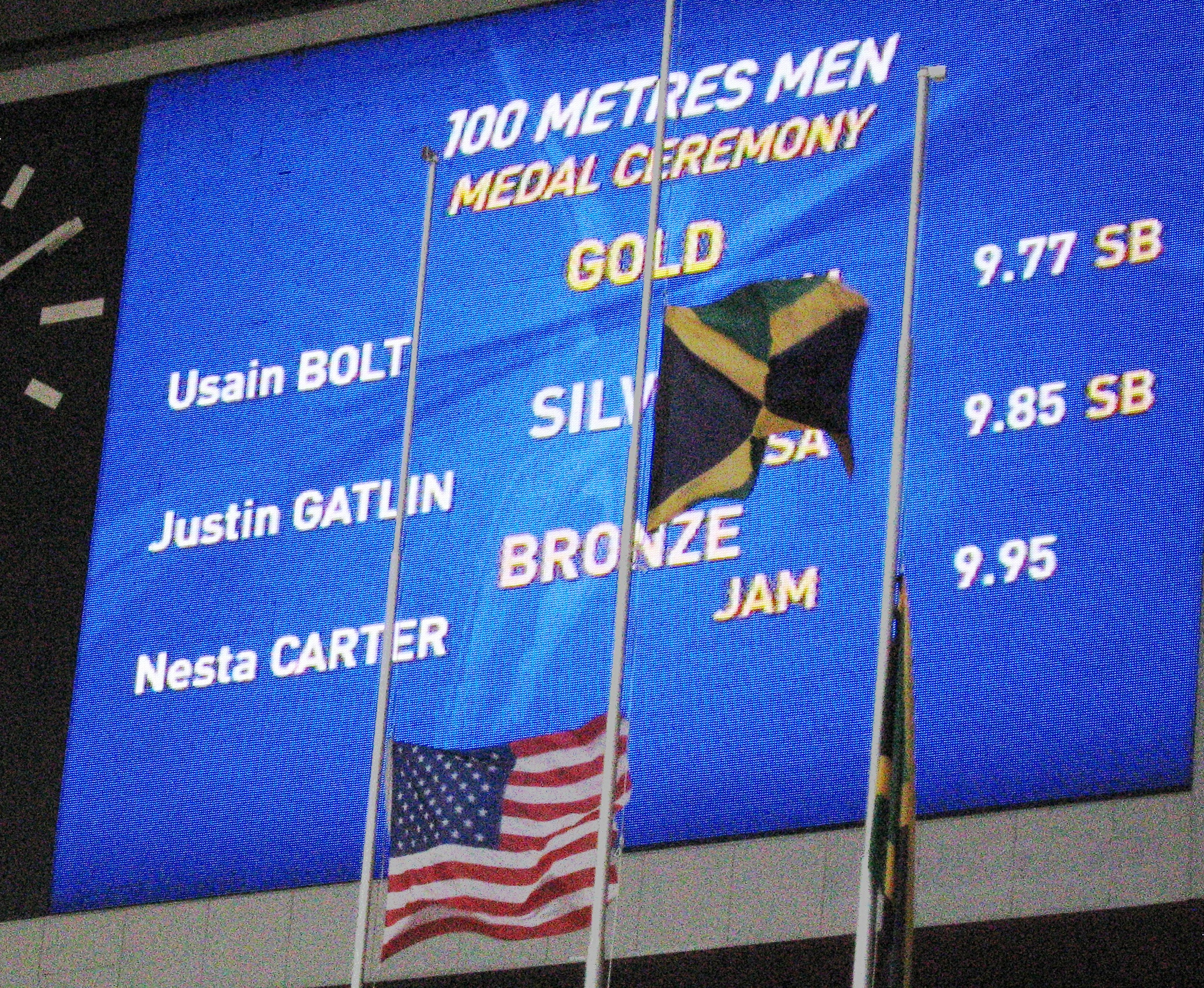
Resultado da final dos 100m do Mundial de Atletismo de Moscou 2013.

| Tipo                  | Atleta     | Tempo | Local  | Data                 | Ref |
| --------------------- | ---------- | ----- | ------ | -------------------- | --- |
|                       | Usain Bolt | 9.58  | Berlim | 16 de agosto de 2009 | ver |
| Recorde do campeonato | Usain Bolt | 9.58  | Berlim | 16 de agosto de 2009 | ver |

## Medalhistas
| Ouro             | Prata               | Bronze             |
| Usain Bolt (JAM) | Justin Gatlin (USA) | Nesta Carter (JAM) |

## Cronograma
| Data         | Hora  | Evento     |
| ------------ | ----- | ---------- |
| 10 de agosto | 10:10 | Preliminar |
| 10 de agosto | 20:15 | Baterias   |
| 11 de agosto | 19:05 | Semifinal  |
| 11 de agosto | 21:50 | Final      |

Todos os horários são horas locais (UTC +4)

## Resultados

### Preliminar
Qualificação: Os 2 de cada bateria (Q) e os 3 mais rápidos (q) avançam para a fase de baterias.
Vento:
 Bateria 1: -0,4 m/s, Bateria 2: +0,3 m/s, Bateria 3: -0,5 m/s, Bateria 4: -0,4 m/s
| Classificação | Bateria | Faixa | Nome                          | Nacionalidade                   | Tempo | Notas |
| ------------- | ------- | ----- | ----------------------------- | ------------------------------- | ----- | ----- |
| 1             | 3       | 2     | Barakat Al-Harthi             | Omã                             | 10.47 | Q     |
| 2             | 2       | 2     | Aleksandr Brednev             | Rússia                          | 10.49 | Q     |
| 3             | 1       | 5     | Daniel Bailey                 | Antígua e Barbuda               | 10.51 | Q     |
| 4             | 2       | 8     | Innocent Bologo               | Burquina Fasso                  | 10.51 | Q     |
| 5             | 4       | 2     | Calvin Kang Li Loong          | Singapura                       | 10.52 | Q, PB |
| 6             | 3       | 3     | Ratu Banuve Tabakaucoro       | Fiji                            | 10.53 | Q, SB |
| 7             | 3       | 5     | Idrissa Adam                  | Camarões                        | 10.56 | q     |
| 8             | 1       | 6     | Holder da Silva               | Guiné-Bissau                    | 10.59 | Q     |
| 9             | 4       | 7     | Shernyl Burns                 | Monserrate                      | 10.63 | Q     |
| 10            | 4       | 9     | Ifrish Alberg                 | Suriname                        | 10.70 | q     |
| 11            | 2       | 4     | Sapwaturrahman Sapwaturrahman | Indonésia                       | 10.75 | q, SB |
| 12            | 4       | 3     | Devilert Arsene Kimbembe      | República do Congo              | 10.77 | SB    |
| 13            | 2       | 6     | Kieron Rogers                 | Anguila                         | 10.80 |       |
| 14            | 4       | 4     | Mohammed Abukhousa            | Palestina                       | 10.87 | NR    |
| 15            | 4       | 5     | Denielsan Martins             | Cabo Verde                      | 10.92 | NR    |
| 16            | 4       | 6     | Siueni Filimone               | Tonga                           | 10.93 |       |
| 17            | 1       | 2     | Riste Pandev                  | Macedônia do Norte              | 10.97 |       |
| 18            | 3       | 6     | Hugues Tshiyinga Mafo         | República Democrática do Congo  | 11.11 | PB    |
| 19            | 1       | 7     | Faresa Kapisi                 | Samoa Americana                 | 11.21 | PB    |
| 20            | 3       | 8     | Masbah Ahmmed                 | Bangladesh                      | 11.23 |       |
| 21            | 1       | 8     | Mikel de Sa                   | Andorra                         | 11.24 | SB    |
| 22            | 3       | 7     | Michael Alicto                | Guam                            | 11.39 | PB    |
| 23            | 1       | 4     | Daniel Philimon               | Vanuatu                         | 11.53 | PB    |
| 24            | 3       | 4     | Okilani Tinilau               | Tuvalu                          | 11.57 | SB    |
| 25            | 2       | 3     | Jesus T. Iguel                | Marianas Setentrionais          | 11.65 | PB    |
| 26            | 2       | 9     | Roman William Cress           | Ilhas Marshall                  | 11.65 | SB    |
| 27            | 1       | 3     | Christopher Lima da Costa     | São Tomé e Príncipe             | 11.79 | SB    |
| 28            | 2       | 5     | Gauthier Okawe                | Gabão                           | 11.83 | PB    |
| 29            | 2       | 7     | McCaffrey Gilmete             | Estados Federados da Micronésia | 11.86 | PB    |
| —             | 4       | 8     | Masoud Azizi                  | Afeganistão                     | 11.78 | DSQ   |

### Baterias
Qualificação: Os 3 de cada bateria (Q) e os 3 mais rápidos (q) avançam para a semifinal.
Vento:
 Bateria 1: −0,2 m/s, Bateria 2: −0,4 m/s, Bateria 3: −0,3 m/s, Bateria 4: −0,2 m/s, Bateria 5: −0,1 m/s, Bateria 6: −0,1 m/s, bateria 7: −0,4 m/s
| Classificação | Bateria | Nome                          | Nacionalidade         | Tempo | Notas   |
| ------------- | ------- | ----------------------------- | --------------------- | ----- | ------- |
| 1             | 6       | Mike Rodgers                  | Estados Unidos        | 9.98  | Q       |
| 2             | 3       | Justin Gatlin                 | Estados Unidos        | 9.99  | Q       |
| 3             | 3       | Keston Bledman                | Trinidad e Tobago     | 10.02 | Q       |
| 3             | 1       | Kemar Bailey-Cole             | Jamaica               | 10.02 | Q       |
| 5             | 4       | Zhang Peimeng                 | China                 | 10.04 | Q, NR   |
| 6             | 5       | Jimmy Vicaut                  | França                | 10.06 | Q       |
| 7             | 7       | Usain Bolt                    | Jamaica               | 10.07 | Q       |
| 8             | 2       | Nesta Carter                  | Jamaica               | 10.11 | Q       |
| 9             | 6       | Nickel Ashmeade               | Jamaica               | 10.12 | Q       |
| 9             | 1       | Christophe Lemaitre           | França                | 10.12 | Q       |
| 11            | 3       | Dwain Chambers                | Grã-Bretanha          | 10.14 | Q       |
| 11            | 4       | Richard Thompson              | Trinidad e Tobago     | 10.14 | Q       |
| 13            | 5       | Aaron Brown                   | Canadá                | 10.15 | Q       |
| 14            | 6       | Harry Aikines-Aryeetey        | Grã-Bretanha          | 10.16 | Q       |
| 14            | 6       | Su Bingtian                   | China                 | 10.16 | q       |
| 16            | 7       | Anaso Jobodwana               | África do Sul         | 10.17 | Q       |
| 16            | 2       | Churandy Martina              | Países Baixos         | 10.17 | Q       |
| 18            | 3       | Antoine Adams                 | São Cristóvão e Neves | 10.18 | q       |
| 19            | 7       | Ramon Gittens                 | Barbados              | 10.19 | Q       |
| 19            | 4       | Jason Rogers                  | São Cristóvão e Neves | 10.19 | Q       |
| 21            | 4       | James Dasaolu                 | Grã-Bretanha          | 10.20 | q       |
| 22            | 5       | Samuel Francis                | Catar                 | 10.21 | Q       |
| 22            | 3       | Sam Effah                     | Canadá                | 10.21 |         |
| 22            | 7       | Ryota Yamagata                | Japão                 | 10.21 |         |
| 25            | 5       | Ángel David Rodríguez         | Espanha               | 10.23 |         |
| 26            | 7       | Rondel Sorrillo               | Trinidad e Tobago     | 10.25 |         |
| 27            | 6       | Ogho-Oghene Egwero            | Nigéria               | 10.26 |         |
| 28            | 4       | Julian Reus                   | Alemanha              | 10.27 |         |
| 29            | 1       | Gabriel Mvumvure              | {{ZIM]}               | 10.28 | Q       |
| 30            | 4       | Denis Dimitrov                | Bulgária              | 10.29 |         |
| 31            | 1       | Adam Harris                   | Guiana                | 10.30 |         |
| 31            | 2       | Gavin Smellie                 | Canadá                | 10.30 | Q       |
| 33            | 2       | Yoshihide Kiryu               | Japão                 | 10.31 |         |
| 34            | 1       | Martin Keller                 | Alemanha              | 10.32 |         |
| 35            | 5       | Charles Silmon                | Estados Unidos        | 10.34 |         |
| 36            | 3       | Shavez Hart                   | Bahamas               | 10.36 |         |
| 37            | 2       | Andrew Hinds                  | Barbados              | 10.38 |         |
| 37            | 3       | Akani Simbine                 | África do Sul         | 10.38 |         |
| 39            | 7       | Hua Wilfried Koffi            | Costa do Marfim       | 10.40 |         |
| 40            | 6       | Daniel Bailey                 | Antígua e Barbuda     | 10.45 |         |
| 41            | 5       | Reza Ghasemi                  | Irão                  | 10.46 |         |
| 41            | 1       | Suwaibou Sanneh               | Gâmbia                | 10.46 |         |
| 41            | 2       | Adam Zavacký                  | Eslováquia            | 10.46 |         |
| 44            | 2       | Álex Quiñónez                 | Equador               | 10.50 |         |
| 45            | 5       | Aleksandr Brednev             | Rússia                | 10.52 |         |
| 46            | 4       | Barakat Al-Harthi             | Omã                   | 10.53 |         |
| 46            | 6       | Banuve Tabakaucoro            | Fiji                  | 10.53 |         |
| 48            | 1       | Innocent Bologo               | Burquina Fasso        | 10.57 |         |
| 48            | 6       | Hassan Taftian                | Irão                  | 10.57 |         |
| 50            | 1       | Calvin Kang Li Loong          | Singapura             | 10.66 |         |
| 51            | 4       | Shernyl Burns                 | Monserrate            | 10.69 |         |
| 52            | 3       | Idrissa Adam                  | Camarões              | 10.70 |         |
| 52            | 5       | Holder da Silva               | Guiné-Bissau          | 10.70 |         |
| 54            | 7       | Sapwaturrahman Sapwaturrahman | Indonésia             | 10.89 |         |
| 55            | 2       | Ifrish Alberg                 | Suriname              | DNF   |         |
| 56            | 7       | Kemar Hyman                   | Ilhas Caimã           | DSQ   | R 162.7 |

### Semifinal
Qualificação: Os 2 de cada bateria (Q) e os 3 mais rápidos (q) avançam para a final.
Vento:
 Bateria 1: -0,2 m/s, Bateria 2: +0,4 m/s, Bateria 3: +0,1 m/s
| Classificação | Bateria | Faixa | Nome                   | Nacionalidade         | Tempo | Notas   |
| ------------- | ------- | ----- | ---------------------- | --------------------- | ----- | ------- |
| 1             | 2       | 6     | Nickel Ashmeade        | Jamaica               | 9.90  | Q, PB   |
| 2             | 3       | 5     | Usain Bolt             | Jamaica               | 9.92  | Q       |
| 3             | 2       | 4     | Kemar Bailey-Cole      | Jamaica               | 9.93  | Q, PB   |
| 4             | 3       | 4     | Mike Rodgers           | Estados Unidos        | 9.93  | Q, SB   |
| 5             | 1       | 4     | Justin Gatlin          | Estados Unidos        | 9.94  | Q       |
| 6             | 1       | 5     | Nesta Carter           | Jamaica               | 9.97  | Q       |
| 7             | 2       | 3     | James Dasaolu          | Grã-Bretanha          | 9.97  | q       |
| 8             | 2       | 7     | Christophe Lemaitre    | França                | 10.00 | q       |
| 9             | 2       | 5     | Zhang Peimeng          | China                 | 10.00 | NR      |
| 10            | 1       | 7     | Jimmy Vicaut           | França                | 10.01 |         |
| 11            | 3       | 7     | Keston Bledman         | Trinidad e Tobago     | 10.08 |         |
| 12            | 3       | 9     | Churandy Martina       | Países Baixos         | 10.09 |         |
| 13            | 3       | 6     | Aaron Brown            | Canadá                | 10.15 |         |
| 14            | 2       | 9     | Dwain Chambers         | Grã-Bretanha          | 10.15 |         |
| 15            | 2       | 8     | Jason Rogers           | São Cristóvão e Neves | 10.15 |         |
| 16            | 3       | 3     | Antoine Adams          | São Cristóvão e Neves | 10.17 |         |
| 17            | 1       | 8     | Anaso Jobodwana        | África do Sul         | 10.17 |         |
| 18            | 1       | 6     | Richard Thompson       | Trinidad e Tobago     | 10.19 |         |
| 19            | 1       | 3     | Gabriel Mvumvure       | Zimbabwe              | 10.21 |         |
| 20            | 2       | 2     | Gavin Smellie          | Canadá                | 10.30 |         |
| 21            | 3       | 8     | Ramon Gittens          | Barbados              | 10.31 |         |
| 22            | 1       | 9     | Harry Aikines-Aryeetey | Grã-Bretanha          | 10.34 |         |
| 23            | 1       | 2     | Su Bingtian            | China                 | DQ    | R 162.7 |
| 24            | 3       | 2     | Samuel Francis         | Catar                 | DNS   |         |

### Final
Vento: -0,3 m/s 
| Classificação     | Faixa | Nome                | Nacionalidade  | Tempo | Notas  |
| ----------------- | ----- | ------------------- | -------------- | ----- | ------ |
| Medalha de ouro   | 6     | Usain Bolt          | Jamaica        | 9.77  | WL, SB |
| Medalha de prata  | 5     | Justin Gatlin       | Estados Unidos | 9.85  | SB     |
| Medalha de bronze | 8     | Nesta Carter        | Jamaica        | 9.95  |        |
| 4                 | 7     | Kemar Bailey-Cole   | Jamaica        | 9.98  |        |
| 5                 | 4     | Nickel Ashmeade     | Jamaica        | 9.98  |        |
| 6                 | 9     | Mike Rodgers        | Estados Unidos | 10.04 |        |
| 7                 | 3     | Christophe Lemaitre | França         | 10.06 |        |
| 8                 | 2     | James Dasaolu       | Grã-Bretanha   | 10.21 |        |

Legenda
| Recorde mundial       | Recorde mundial (World record)               |                       | Recorde africano                      | Recorde africano (African) |                                           | Q | Classificado por posição (Qualified) |
| Recorde do campeonato | Recorde do campeonato (Championship record)  | Recorde da América    | Recorde da América (Americas)         | q                          | Classificado por melhor tempo (Qualified) |   |                                      |
| Melhor marca do ano   | Melhor marca do ano (World leading)          | Recorde asiático      | Recorde asiático (Asian)              | DNS                        | Não largou (Did not start)                |   |                                      |
| Recorde nacional      | Recorde nacional (National record)           | Recorde europeu       | Recorde europeu (European)            | DNF                        | Não terminou (Did not finish)             |   |                                      |
| Recorde pessoal       | Recorde pessoal do atleta (Personal best)    | Recorde da Oceania    | Recorde da Oceania (Oceania)          | DSQ / DQ                   | Desclassificado (Disqualified)            |   |                                      |
| Recorde da temporada  | Recorde da temporada do atleta (Season best) | Recorde sul-americano | Recorde sul-americano (South America) | NM                         | Sem marca (No mark)                       |   |                                      |